# Laphria mulleri
Laphria mulleri är en tvåvingeart som beskrevs av Wulp 1872. Laphria mulleri ingår i släktet Laphria och familjen rovflugor. Inga underarter finns listade i Catalogue of Life.